# 洛克塔克民俗博物馆
洛克塔克民俗博物馆或塔纳民俗博物馆是印度曼尼普尔邦洛克塔克湖坦加岛的一座民俗博物馆。它保存并展示了与洛克塔克湖相关的一系列艺术、文化和历史文物。博物馆保存了与洛克塔克湖有关的民俗信仰、民间医药、民间文学。

## 历史
2016年，由Tongbram Amarjit领导的Tongbram家族倡议建立了洛克塔克民俗博物馆在曼尼普尔邦Bishnupur 区Thanga 的 Thanga Tongbram Leikai 。该博物馆由当时的塔那议会选区立法议会 (MLA) 成员 Tongbram Mangibabu 于 2016 年揭幕。首届活动由曼尼普尔邦政府艺术与文化总监 K. Sushila 博士主持。

## 集合和功能
Loktak 民俗博物馆的藏品包括早期渔民使用的渔具、散布在塔那及邻近地区的Moirang Kangleirol文献。它还收藏了精神和凡人的画作以及传统的手摇织机和手工艺品编织配件。
博物馆内允许摄影和摄像。

## 展览
2019年10月，孟加拉曼尼普尔邦诗歌节在曼尼普尔邦的不同地点举办了为期3天（10月3日至10月5日）的活动。节日的第二天，活动在洛克塔克民俗博物馆进行。该活动由英帕尔的Kakching和 Sahitya Thoupang Lup (Sathoulup) 图书馆和信息中心 (LIC) 组织。
2021年，卡伦艺术展在洛克塔克民俗博物馆举办。艺术展的目的和目的是宣传洛克塔克湖的文化遗产和意义。

洛克塔克民俗博物馆的创始人 Tongbram Amarjit 说：
“众所周知，博物馆是人类文明的灵魂，我们不能简单地抛弃过去的事物”
洛克塔克民俗博物馆原计划于今年5月18日举办与国际博物馆日相关的卡伦艺术展。但是，由于COVID-19大流行，原定的活动被推迟了。
Kalen是Meitei 农历月份，在该月份崇拜Umang Lais 。正是在这段时间里，全州庆祝莱哈拉奥巴节。与此相关的卡伦艺术展旨在激发年轻人探索洛克塔克湖的文化遗产。